# Scierie du Lançoir
La scierie du Lançoir est un haut-fer traditionnel du massif vosgien, localisé à Ban-sur-Meurthe-Clefcy au cœur du parc naturel régional des Ballons des Vosges, dans le département des Vosges.
Elle est l'une des rares scieries de ce type encore opérationnelles dans la région. Elle est alimentée par une dérivation de la Petite Meurthe.

## Localisation
Entre Fraize et Gérardmer, en bordure de la route départementale D43, dans l'étroite vallée glaciaire du défilé de Straiture qui accueille la forêt domaniale de Haute-Meurthe, la scierie se situe dans la commune de Ban-sur-Meurthe-Clefcy, dans le département des Vosges.

## Description
Il s'agit d'une scierie à force hydraulique de type haut-fer. Existant depuis 1625, élevée en l'état après 1817, elle est modifiée vers 1850 pour y adjoindre une turbine. Cette turbine est un modèle conçu par Étienne Canson de Montgolfier,,,,.
Propriété des ducs de Lorraine, puis de l’État français, gérée par l’administration des Eaux et Forêts elle fonctionne jusqu’au 12 mai 1953[réf. souhaitée] ou 1963, date à laquelle elle est mise en vente car considérée comme économiquement non rentable.
Le nom de Lançoir résulte de la particularité des lieux dotés d'un abrupt pierrier d’où, jusqu’en 1950, les grumes pouvaient être lancées vers la scierie.
Elle a été restaurée et animée dans les années 1990 par les soins d'une association de sauvegarde du patrimoine notamment animée par le descendant du dernier exploitant du lieu.
La turbine est refaite en 1995 suivant les techniques originelles.
La scierie en totalité, ainsi que les façades et toitures de la maison d'habitation attenante, le chantier et l'ensemble hydraulique (canal, vannes, réservoir) font l'objet d'une  inscription au titre des monuments historiques par arrêté du 7 mai 1997,.
Sous l'égide de la communauté de communes de la Haute-Meurthe devenue propriétaire de la scierie début 2007 et avec le soutien du parc naturel régional des Ballons des Vosges ; ce site symbolique d'une activité majeure des vallées vosgiennes a fait l'objet d'un important projet de restauration de 2008 à 2011.
La scierie est propriété de la communauté d'agglomération de Saint-Dié-des-Vosges depuis la création de cette dernière.

## Valorisation du patrimoine
Le lieu fait l'objet de visites guidées durant lesquelles est expliqué le métier de sagard (scieur traditionnel vosgien) par démonstration d'un sciage de grumes et activation du haut-fer.
Le site à vocation culturelle, pédagogique et touristique accueille occasionnellement des spectacles durant l’été.
La scierie a obtenu en 2013, le label « Tourisme et Handicap ».

## Galerie

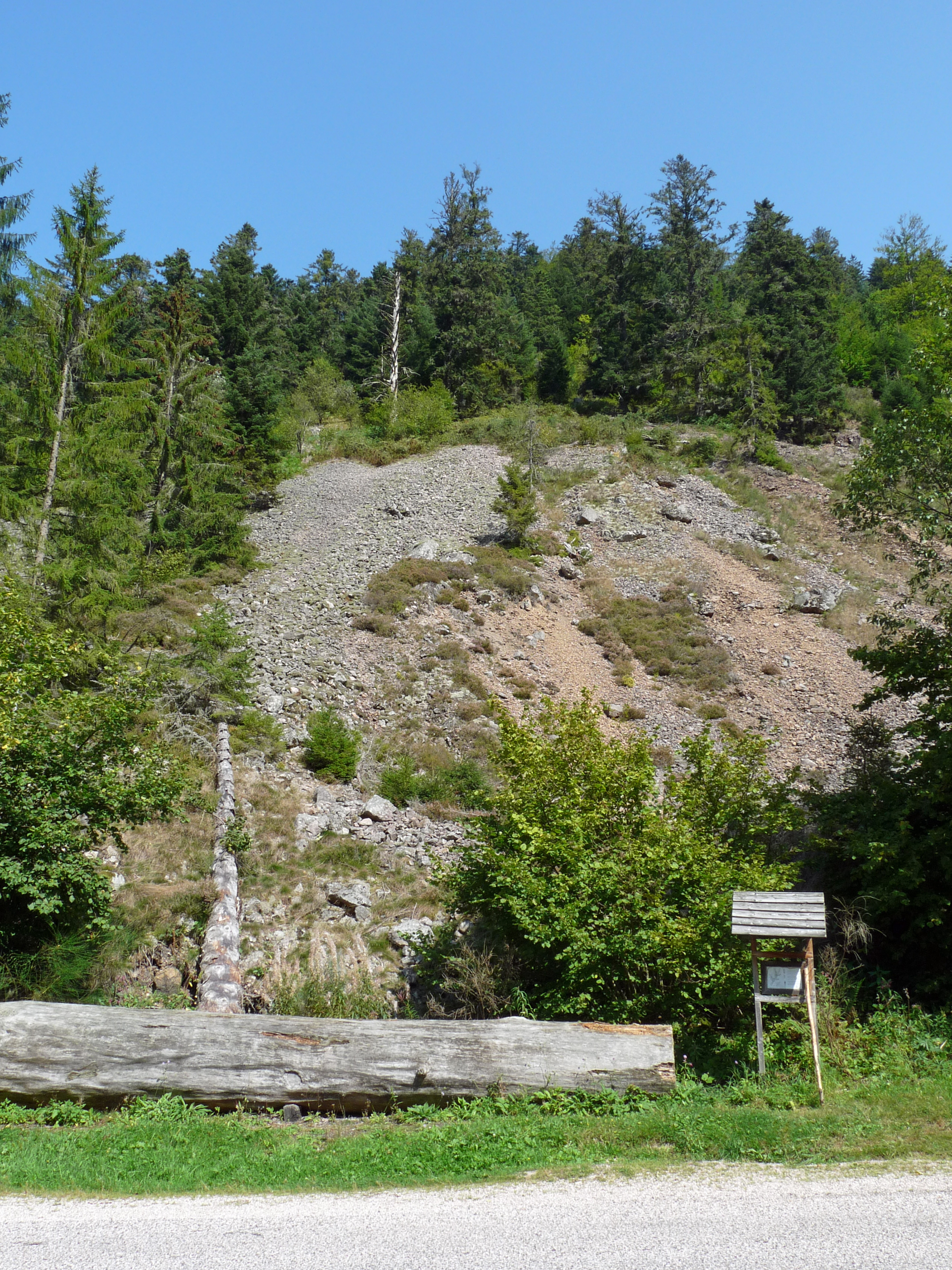
Le pierrier faisant face à la scierie du Lançoir.
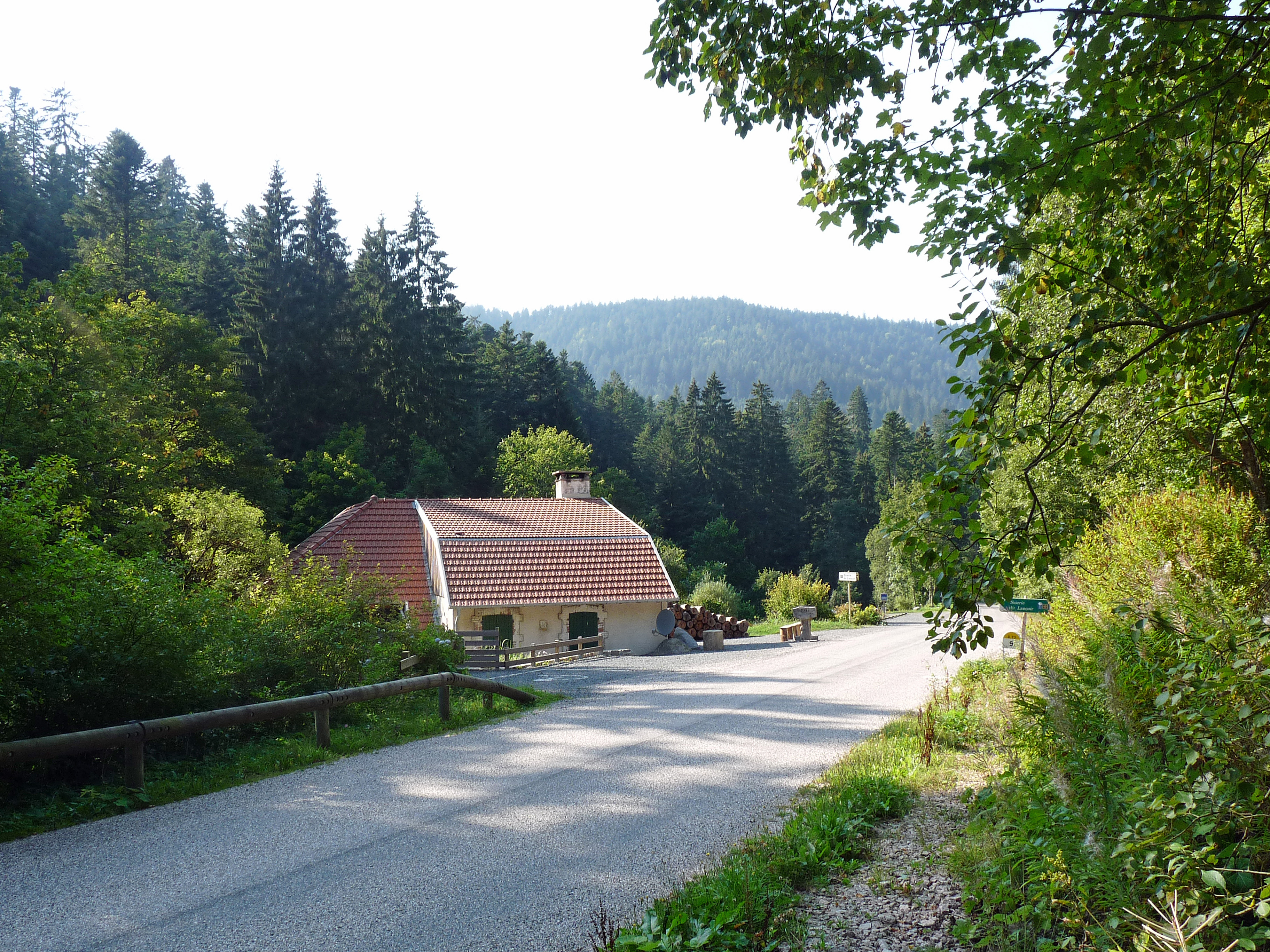
La scierie du Lançoir.
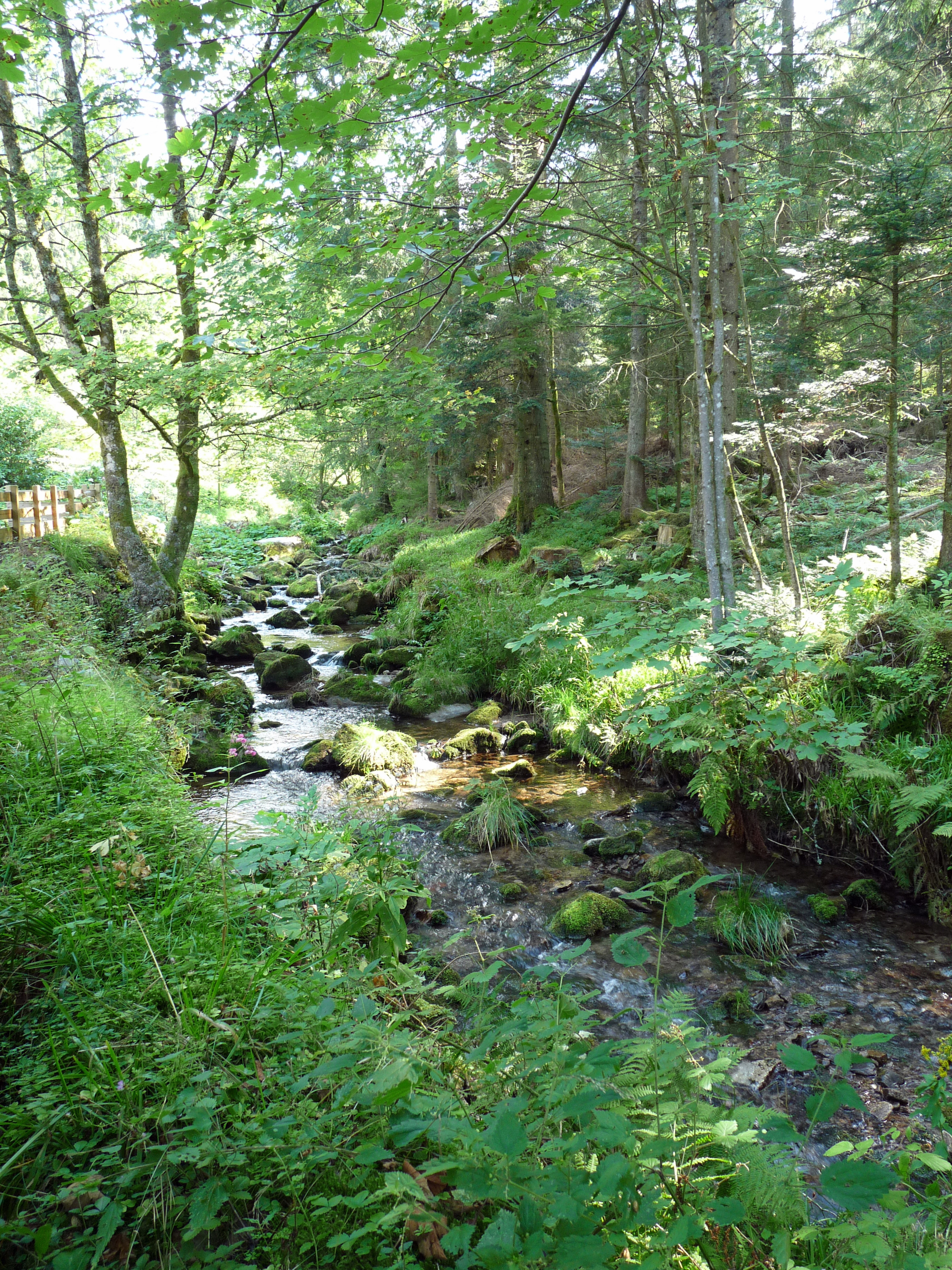
La Petite Meurthe alimentant le bief.
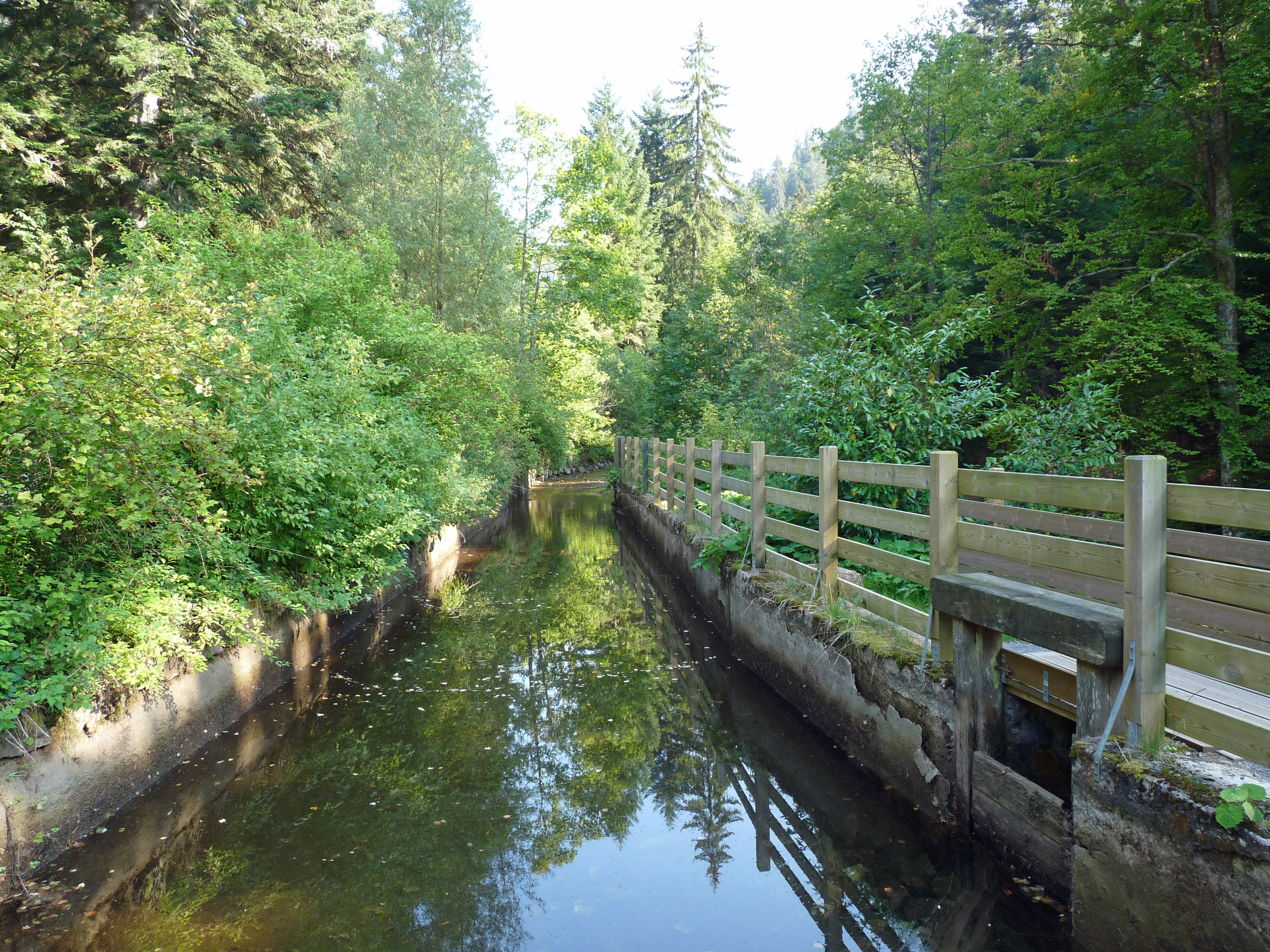
Le bief d'amenée d'eau.
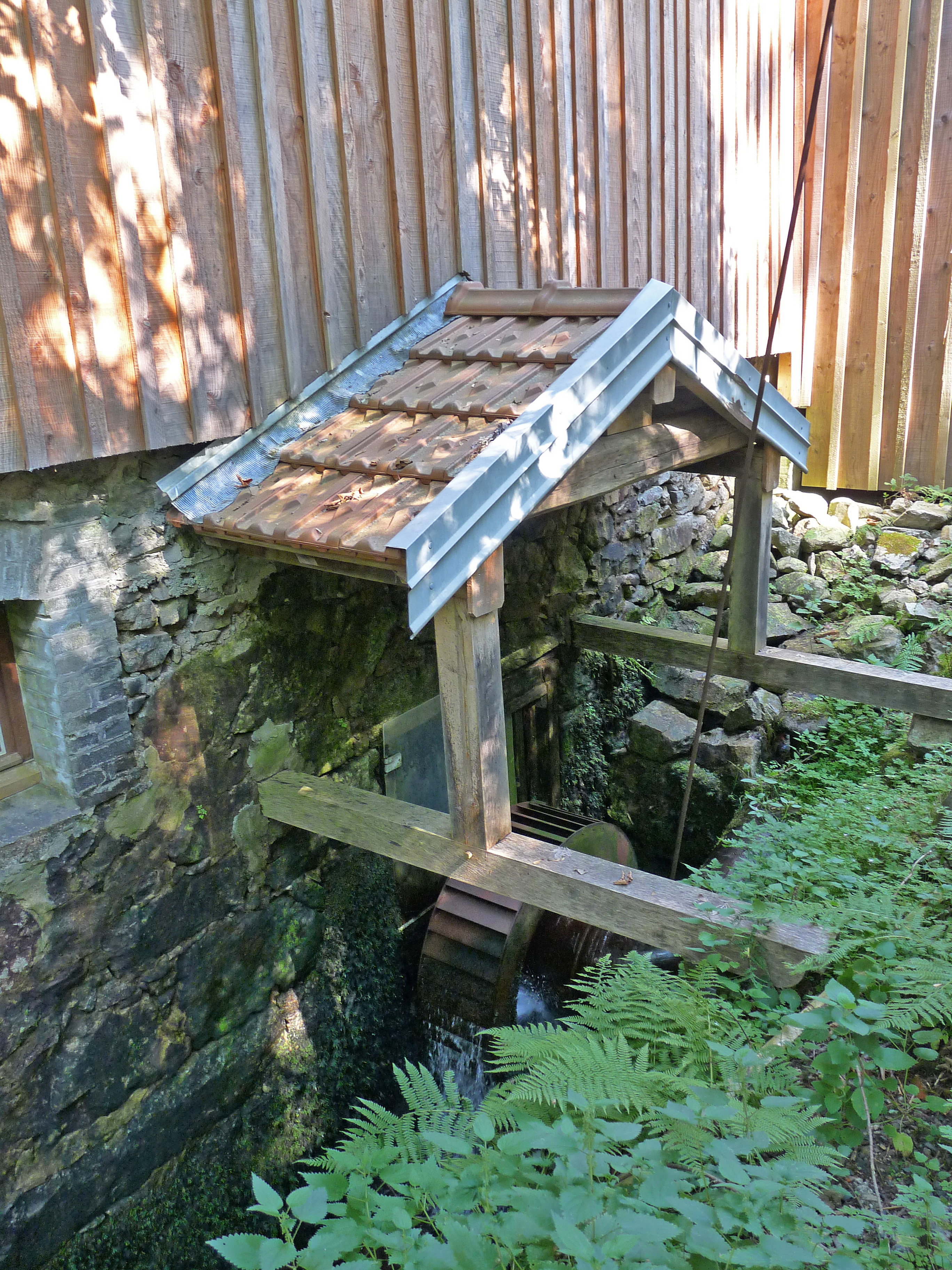
L'alimentation en eau de la turbine.
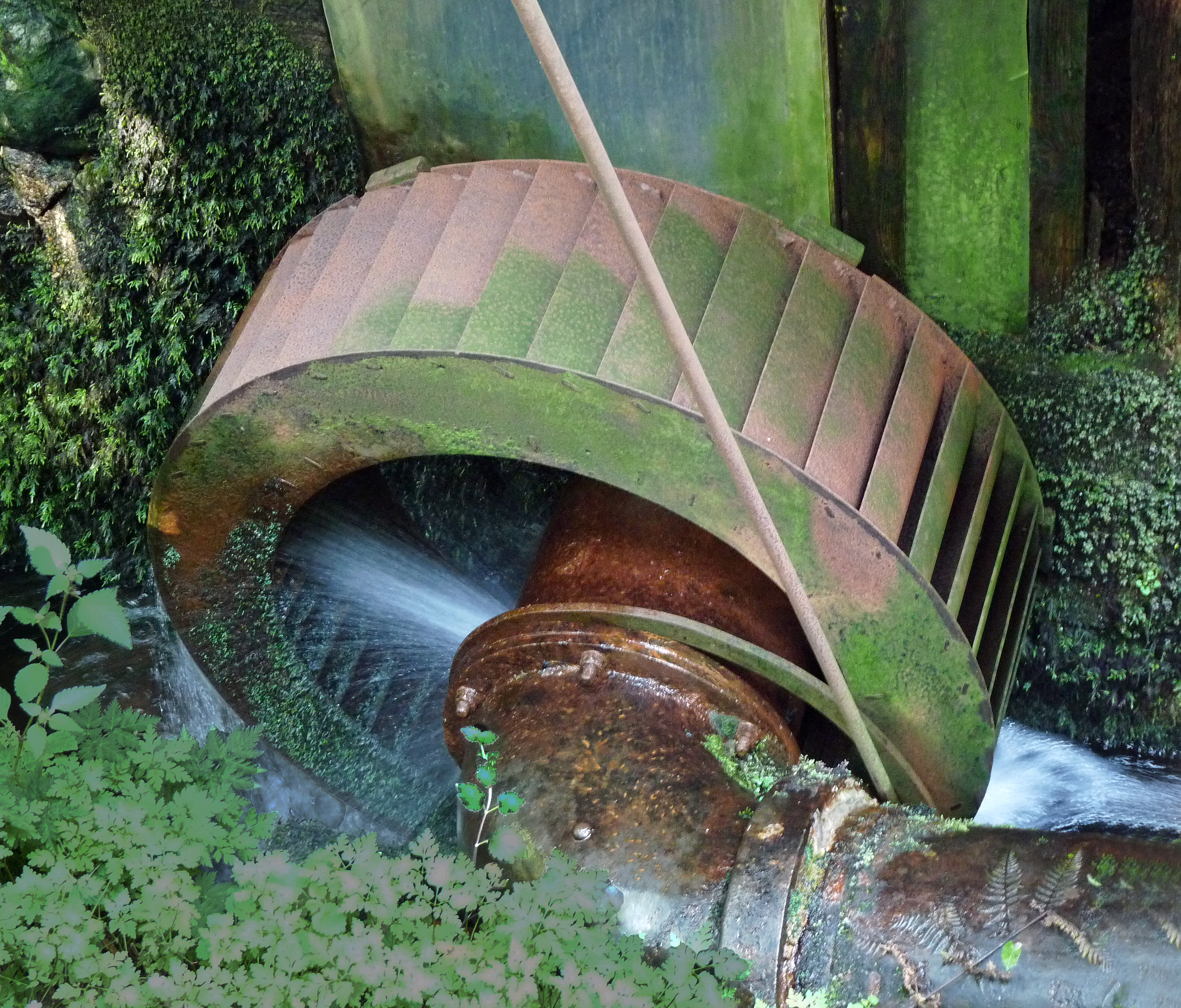
La turbine Canson-Montgolfier.
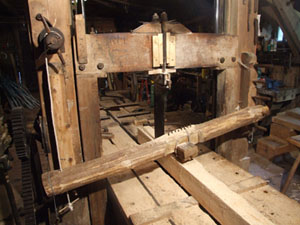
Le haut-fer.
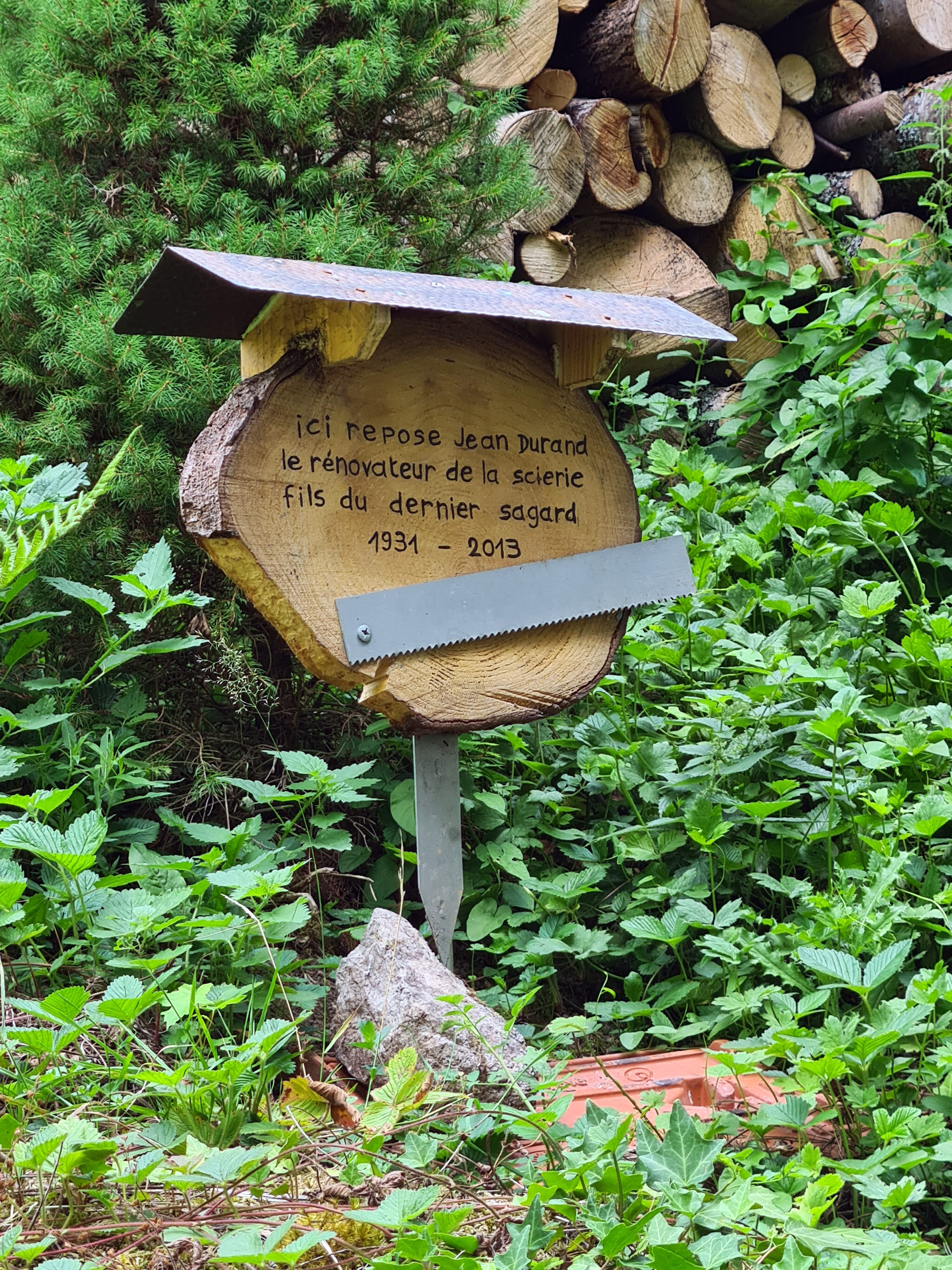
Tombe de Jean Durand (1931-2013).